# Krugeln
Krugeln ist eine hauptsächlich im Frühjahr nach der Schneeschmelze ausgeübte Sportart, welche verwandt mit Boßeln ist. 

## Verbreitung
Diese Sportart wird nur noch in Huttwil in der Schweiz im Kanton Bern ausgetragen. Auch gibt es dort nur noch einen offiziellen Verein, den Kruglerverein Immergrün Huttwil. In allen anderen Regionen, in denen der Sport früher ausgeübt wurde, gilt er heute als ausgestorben.

## Geschichte
Diese Variante des Boßelns stammt vermutlich aus der Zeit der Reisläufer im 14. bis 17. Jahrhundert. Damals haben sich die Soldaten während ihrer langen Märsche die Zeit mit dem Werfen von Kanonenkugeln vertrieben. Ob dies der Ursprung des Sportes ist oder die Soldaten sich der Kanonenkugel nur als Sportgerät für einen schon vorher bekannten Sport bedienten ist dabei unklar. Klar nachvollziehbar ist, dass der Sport früher weiter verbreitet war. So ist in der Roggwyler Chronik von etlichen Leuten die Rede, die 1692 eine Strafe erhielten, weil sie laut schreiend am Sonntag beim Krugeln erwischt wurden.

## Regeln und Ablauf
Es werden zuerst zwei gleich starke Mannschaften gebildet. Es gibt zwei verschiedene Disziplinen, das Trölen und das Werfen. Beim Trölen gilt es die Kugel so weit wie möglich zu rollen. Der zweite Werfer wirft an der Stelle ab, wo die Kugel des ersten Werfers liegen geblieben ist und so weiter. Gewonnen hat die Mannschaft, die insgesamt die größere Strecke zurückgelegt hat sobald jeder Werfer einmal geworfen hat. Beim Werfen wird die Kugel geworfen statt gerollt. 

## Spielgerät
Die Kugel ist rund und besteht aus Eisen. Sie ist genau ein Kilogramm schwer.